# جيسي ريتشاردز
جيسي ريتشاردز (بالإنجليزية: Jesse Richards)‏ هو رسام أمريكي، ولد في 17 يوليو 1975 في بريدجبورت في الولايات المتحدة.

## وصلات خارجية
- الموقع الرسمي
- جيسي ريتشاردز على موقع IMDb (الإنجليزية)
- جيسي ريتشاردز على موقع قاعدة بيانات الفيلم (الإنجليزية)